# Mount-Walsh-Nationalpark
Der Mount-Walsh-Nationalpark (engl.: Mount Walsh National Park) ist ein Nationalpark im Südosten des australischen Bundesstaates Queensland. Er liegt 230 Kilometer nordwestlich von Brisbane und 84 Kilometer westlich von Maryborough.

## Landesnatur
Der aus Granit bestehende Mount Walsh ist ein weithin sichtbares Wahrzeichen der Gegend um Biggenden, das sich bis auf 703 Meter Höhe im Nordteil des Parks erhebt. Der Berg hat drei Gipfel. Im Park gibt es versteckte Täler, wilde Kammlinien mit spektakulären Felsgipfeln und steile Felswände.
In der Nachbarschaft liegen die Nationalparks Coalstoun Lakes, Ban Ban, Glenbar und Woowoonga.

### Geologie
Die geologische Geschichte des Berges begann im Trias, etwa 215 Mio. Jahre vor unserer Zeitrechnung. Von einer vulkanischen Struktur namens Mungore Centre gingen gewaltige Explosionen aus. Zwei große Magmasäulen stiegen an die Oberfläche und bildeten die Berge Mount Malarga und Mount Walsh. Die Erosion sorgte für die Felswände, Dome, Schluchten und Schrofen, die wir heute sehen können.

## Flora und Fauna
Die vielfältige Landschaft beherbergt eine Vielzahl verschiedener Pflanzengemeinschaften, wie z. B. Heideland, Buschwerk, lichtes Waldland und Trockenwälder. In einigen Tälern wachsen auch Neuguinea-Araukarien.
Diese variantenreiche Vegetation bietet vielen bedrohten Tierarten Lebensräume, wie zum Beispiel dem Riesenkauz (Ninox strenua) oder dem Weißbrauenhabicht. Wanderfalken, Dingos, Wallabys, östliche graue Riesenkängurus und Buntwarane sind gelegentliche Besucher.

## Einrichtungen
Das wilde Zelten im Park ist gestattet, aber es gibt keine angelegten Zeltplätze. Dafür gibt es einen Picknickplatz.
Ein 300 Meter langer Wanderweg leitet die Besucher vom Picknickplatz durch lichten Eukalyptuswald zu einem engen Tal mit Regenwaldvegetation, dann zu verschiedenen Aussichtspunkten. Erfahrenen Wanderern ist der 2 ½ Stunden lange Weg auf den kahlen Granitgipfel des Mount Walsh empfohlen. Von dort aus besteht eine wundervolle Aussicht.

## Zufahrt
Der Nationalpark ist über den Isis Highway zu erreichen. Der Abzweig liegt 2 Kilometer nördlich von Biggenden. Nach 5,3 Kilometern auf der Nationalparkstraße erreicht man den Picknickplatz.